# Parafia Wniebowzięcia Najświętszej Maryi Panny w Olszynie
Parafia Wniebowzięcia Najświętszej Maryi Panny w Olszynie – parafia rzymskokatolicka, znajdująca się w diecezji gliwickiej, w dekanacie Sadów.